# Karthago (ban nhạc)
Karthago là một ban nhạc rock Hungary, là một trong những ban nhạc nổi tiếng nhất của thập niên 1980.

## Thành viên
- Attila Gidófalvy  - keyboard, giọng hát
- Zoltán 'Zéró' Kiss   - bass, giọng hát,
- Ferenc Szigeti  - trưởng nhóm, guitar, giọng hát,
- Miklós Kocsándi  - trống, giọng hát
- Tamás Takáts  - giọng hát, thành viên chủ chốt, harmonica, trống

## Danh sách đĩa nhạc
- Karthago (1981)
- 1...2...3...Start! - Popmajális (concert recording) (1982)
- Ezredforduló (1982)
- Requiem (English) (1983)
- Senki földjén (1984)
- Oriental Dream (English) (1985)
- Aranyalbum (selection) (1990)
- Best of Karthago (selection) (1993)
- Haminyó anyó (EP) (1997)
- A Karthago él (concert recording) (1997)
- ValóságRock (2004)
- Időtörés (2009)
- 30 éves Jubileumi Óriáskoncert (2010)